# Lijst van rijksmonumenten in Heino
De plaats Heino telt 24 inschrijvingen in het rijksmonumentenregister. Hieronder een overzicht.
| Object                                                                    | Oorspronkelijke functie?  | Bouwjaar                                         | Architect | Locatie                    | Coördinaten?                  | Nr.?   | Afbeelding                     |
| ------------------------------------------------------------------------- | ------------------------- | ------------------------------------------------ | --------- | -------------------------- | ----------------------------- | ------ | ------------------------------ |
| Toren der Nederlandse Hervormde Kerk                                      | Kerk en kerkonderdeel     | 15e eeuw                                         |           | Dorpsstraat 2              | 52° 26' 8" NB, 6° 14' 1" OL   | 21363  | Meer afbeeldingen              |
| Nederlands Hervormde Zaalkerk                                             | Kerk en kerkonderdeel     | 1867                                             |           | Dorpsstraat 2              | 52° 26' 8" NB, 6° 14' 1" OL   | 513199 | Meer afbeeldingen              |
| Huis De Gunne                                                             | Kasteel, buitenplaats     | vroeg 18e eeuw                                   |           | Zwolseweg 48-50            | 52° 27' 8" NB, 6° 13' 22" OL  | 521425 | Huis De Gunne                  |
| Historische tuin- en parkaanleg behorende bij de buitenplaats de gunne    | Tuin, park en plantsoen   | begin 19e eeuw                                   |           | Zwolseweg 48-50            | 52° 27' 13" NB, 6° 13' 27" OL | 521426 | Upload foto                    |
| Toegangshek dat toegang geeft tot de voormalige moestuin en de achtertuin | Tuin, park en plantsoen   | laat 19e eeuw                                    |           | Zwolseweg 48-50            | 52° 27' 8" NB, 6° 13' 19" OL  | 521427 | Upload foto                    |
| Twee tuinvazen op sokkels                                                 | Tuin, park en plantsoen   | tweede helft 19e eeuw (vazen) 18e eeuw (sokkels) |           | Zwolseweg 48-50            | 52° 27' 8" NB, 6° 13' 22" OL  | 521428 | Upload foto                    |
| Tuinvaas op sokkel                                                        | Tuin, park en plantsoen   | tweede helft 19e eeuw (vaas) 18e eeuw (sokkel)   |           | Zwolseweg 48-50            | 52° 27' 9" NB, 6° 13' 20" OL  | 521429 | Upload foto                    |
| Tuinvaas                                                                  | Tuin, park en plantsoen   | tweede helft 19e eeuw                            |           | Zwolseweg 48-50            | 52° 27' 7" NB, 6° 13' 21" OL  | 521430 | Upload foto                    |
| Sokkel                                                                    | Tuin, park en plantsoen   | 18e eeuw                                         |           | Zwolseweg 48-50            | 52° 27' 10" NB, 6° 13' 23" OL | 521431 | Upload foto                    |
| Tuinschuurtje                                                             | Tuin, park en plantsoen   | vroeg 20e eeuw                                   |           | Zwolseweg 48-50            | 52° 27' 9" NB, 6° 13' 17" OL  | 521432 | Upload foto                    |
| Stoeppalen                                                                | Tuin, park en plantsoen   | 19e eeuw                                         |           | Zwolseweg 48-50            | 52° 27' 7" NB, 6° 13' 21" OL  | 521433 | Upload foto                    |
| Tuinmanswoning                                                            | Bijgebouwen kastelen enz. |                                                  |           | Zwolseweg 54               | 52° 27' 9" NB, 6° 13' 13" OL  | 521434 | Upload foto                    |
| Rechthoekig pand, bestaande uit begane-grond en zolderverdieping          | Woonhuis                  | eerste helft 19e eeuw                            |           | Canadastraat 6 Heino       | 52° 26' 7" NB, 6° 14' 3" OL   | 21362  | Meer afbeeldingen              |
| L-vormig boerderijtje onder rieten schilddak                              | Boerderij                 |                                                  |           | Twentseweg 5 Heino         | 52° 27' 32" NB, 6° 13' 50" OL | 21366  | Meer afbeeldingen              |
| Boerderij onder rieten wolfdak                                            | Boerderij                 |                                                  |           | Vlaminckhorstweg 38 Heino  | 52° 26' 9" NB, 6° 14' 35" OL  | 21367  | Boerderij onder rieten wolfdak |
| Vlaminckhorst                                                             | Kasteel, buitenplaats     |                                                  |           | Vlaminckhorstweg 40 Heino  | 52° 26' 9" NB, 6° 14' 35" OL  | 21368  | Meer afbeeldingen              |
| 't Rozendael: hoofdgebouw                                                 | Kasteel, buitenplaats     | derde kwart 19e eeuw                             |           | Rozendaelseweg 3 Heino     | 52° 25' 58" NB, 6° 13' 0" OL  | 510287 | Meer afbeeldingen              |
| 't Rozendael: parkaanleg                                                  | Tuin, park en plantsoen   | 19e eeuw                                         |           | Rozendaelseweg bij 3 Heino | 52° 25' 58" NB, 6° 13' 0" OL  | 510288 | Meer afbeeldingen              |
| 't Rozendael: koetshuis en schuur                                         | Bijgebouwen kastelen enz. | 19e eeuw                                         |           | Rozendaelseweg bij 3 Heino | 52° 25' 57" NB, 6° 13' 0" OL  | 510289 | Meer afbeeldingen              |
| 't Rozendael: toegangsbrug                                                | Tuin, park en plantsoen   | 19e eeuw                                         |           | Rozendaelseweg bij 3 Heino | 52° 25' 59" NB, 6° 13' 4" OL  | 510290 | Meer afbeeldingen              |
| 't Rozendael: muur met druivenkas en schuurtje                            | Tuin, park en plantsoen   | 19e eeuw                                         |           | Rozendaelseweg bij 3 Heino | 52° 25' 58" NB, 6° 12' 56" OL | 510291 | Upload foto                    |
| 't Rozendael: duiventil                                                   | Tuin, park en plantsoen   |                                                  |           | Rozendaelseweg bij 3 Heino | 52° 25' 55" NB, 6° 13' 6" OL  | 510292 | Meer afbeeldingen              |
| 't Rozendael: tuinsieraden                                                | Tuin, park en plantsoen   | 18e-20e eeuw                                     |           | Rozendaelseweg bij 3 Heino | 52° 25' 52" NB, 6° 13' 1" OL  | 510293 | Upload foto                    |
| Brug                                                                      | Brug                      | 1879                                             |           | Rozendaelseweg bij 3 Heino | 52° 25' 54" NB, 6° 13' 12" OL | 513200 | Upload foto                    |